# Calydorea minima
Calydorea minima là một loài thực vật có hoa trong họ Diên vĩ. Loài này được Roitman & J.A.Castillo mô tả khoa học đầu tiên năm 2007.